# Copa Libertadores 2023
Die Copa Libertadores 2023, offiziell auch Copa Conmebol Libertadores 2023, war die 64. Ausspielung des wichtigsten südamerikanischen Fußballwettbewerbs für Vereinsmannschaften. Das Endspiel fand im Maracanã im brasilianischen Rio de Janeiro statt. Das Finale wurde nach 2008 (Rückspiel) und 2020 zum dritten Mal im WM-Stadion von 1950 und 2014 ausgetragen.
Der Wettbewerb wurde vom südamerikanischen Fußballverband CONMEBOL organisiert. In der Saison 2023 nahmen insgesamt 47 Mannschaften teil, darunter Titelverteidiger CR Flamengo aus Brasilien und der Sieger der Copa Sudamericana 2022, Independiente del Valle aus Ecuador. Das Turnier begann am 7. Februar 2023 mit der Qualifikationsrunde und endete am 4. November 2023 mit dem erstmaligen Titelgewinn von Fluminense FC.

## Teilnehmende Mannschaften
Die folgenden Mannschaften nahmen an der Copa Libertadores 2023 teil.
- Copa Libertadores 2022 Sieger
- Copa Sudamericana 2022 Sieger
- Brasilien: 7 Startplätze
- Argentinien: 6 Startplätze
- Alle anderen Verbände: 4 Startplätze

Für die Gruppenphase direkt qualifiziert waren 28 Klubs:
- Copa Libertadores 2022 Sieger
- Copa Sudamericana 2022 Sieger
- Argentinien und Brasilien: die besten fünf Mannschaften der Länder-Qualifikation
- Alle anderen Verbände: die besten zwei Mannschaften der Länder-Qualifikation

Für die zweite Qualifikationsrunde qualifiziert waren 13 Klubs:
- Argentinien: der Platz sechs der Länder-Qualifikation
- Brasilien: die Plätze sechs und sieben der Länder-Qualifikation
- Chile und Kolumbien: die Plätze drei und vier der Länder-Qualifikation
- Alle anderen Verbände: die Plätze drei der Länder-Qualifikation

Für die erste Qualifikationsrunde qualifiziert waren 6 Klubs:
- der vierte Platz aus der Länder-Qualifikation von Bolivien, Ecuador, Paraguay, Peru, Uruguay und Venezuela

| Land                        | Verein                                 | Qualifikationsgrund                                                                 | Ergebnis      |
| --------------------------- | -------------------------------------- | ----------------------------------------------------------------------------------- | ------------- |
| Argentinien 6 Startplätze   | Boca Juniors                           | Primera División Sieger 2022                                                        | Finalist      |
| Argentinien 6 Startplätze   | Racing Club (Avellaneda)               | Bestes noch nicht qualifiziertes Team der Gesamttabelle 2022                        | Viertelfinale |
| Argentinien 6 Startplätze   | CA Patronato                           | Copa Argentina Sieger 2022                                                          | Gruppenphase  |
| Argentinien 6 Startplätze   | River Plate                            | Zweitbestes noch nicht qualifiziertes Team der Gesamttabelle 2022                   | Achtelfinale  |
| Argentinien 6 Startplätze   | Argentinos Juniors                     | Drittbestes noch nicht qualifiziertes Team der Gesamttabelle 2022                   | Achtelfinale  |
| Argentinien 6 Startplätze   | Club Atlético Huracán (Q-2)            | Viertbestes noch nicht qualifiziertes Team der Gesamttabelle 2022                   | Q-3           |
| Bolivien 4 Startplätze      | Club Bolívar                           | Sieger Apertura 2022                                                                | Viertelfinale |
| Bolivien 4 Startplätze      | Club The Strongest                     | Zweiter der Liga Profesional Boliviano 2022                                         | Gruppenphase  |
| Bolivien 4 Startplätze      | Club Always Ready (Q-2)                | Dritter der Liga Profesional Boliviano 2022                                         | Q-2           |
| Bolivien 4 Startplätze      | Nacional Potosí (Q-1)                  | Vierter der Liga Profesional Boliviano 2022                                         | Q-1           |
| Brasilien 7 + 1 Startplätze | CR Flamengo                            | Copa Libertadores 2022 Sieger                                                       | Achtelfinale  |
| Brasilien 7 + 1 Startplätze | SE Palmeiras                           | Meister Série A 2022                                                                | Halbfinale    |
| Brasilien 7 + 1 Startplätze | SC Internacional                       | Vizemeister Série A 2022                                                            | Halbfinale    |
| Brasilien 7 + 1 Startplätze | Fluminense FC                          | Dritter Série A 2022                                                                | Sieger        |
| Brasilien 7 + 1 Startplätze | SC Corinthians                         | Vierter Série A 2022                                                                | Gruppenphase  |
| Brasilien 7 + 1 Startplätze | Athletico Paranaense                   | Fünfter Série A 2022                                                                | Achtelfinale  |
| Brasilien 7 + 1 Startplätze | Atlético Mineiro (Q-2)                 | Sechster Série A 2022                                                               | Achtelfinale  |
| Brasilien 7 + 1 Startplätze | Fortaleza EC (Q-2)                     | Siebter Série A 2022                                                                | Q-3           |
| Chile 4 Startplätze         | CSD Colo-Colo                          | Meister 2022                                                                        | Gruppenphase  |
| Chile 4 Startplätze         | Deportivo Ñublense                     | Zweiter Primera División 2022                                                       | Gruppenphase  |
| Chile 4 Startplätze         | CDP Curicó Unido (Q-2)                 | Dritter Primera División 2022                                                       | Q-2           |
| Chile 4 Startplätze         | CD Magallanes (Q-2)                    | Copa Chile 2022 Sieger                                                              | Q-3           |
| Ecuador 4 + 1Startplätze    | Independiente del Valle                | Copa Sudamericana 2022 Sieger                                                       | Achtelfinale  |
| Ecuador 4 + 1Startplätze    | SD Aucas                               | Meister 2022                                                                        | Gruppenphase  |
| Ecuador 4 + 1Startplätze    | Barcelona Sporting Club                | Vizemeister 2022                                                                    | Gruppenphase  |
| Ecuador 4 + 1Startplätze    | Universidad Católica del Ecuador (Q-2) | Bestes nicht qualifiziertes Team aus der Gesamttabelle 2022                         | Q-2           |
| Ecuador 4 + 1Startplätze    | CD El Nacional (Q-1)                   | Copa Ecuador 2022 Sieger                                                            | Q-2           |
| Kolumbien 4 Startplätze     | Atlético Nacional                      | Meister der Apertura 2022                                                           | Achtelfinale  |
| Kolumbien 4 Startplätze     | Deportivo Pereira                      | Meister der Finalización 2022                                                       | Viertelfinale |
| Kolumbien 4 Startplätze     | Independiente Medellín (Q-2)           | Bestes nicht qualifiziertes Team aus der Gesamttabelle 2022                         | Gruppenphase  |
| Kolumbien 4 Startplätze     | Millonarios FC (Q-2)                   | Sieger der Copa Colombia 2022                                                       | Q-3           |
| Paraguay 4 Startplätze      | Club Olimpia                           | Meister der Apertura oder Clausura 2022 mit besserem Platz in der Gesamttabelle     | Viertelfinale |
| Paraguay 4 Startplätze      | Club Libertad                          | Meister der Apertura oder Clausura 2022 mit schlechterem Platz in der Gesamttabelle | Gruppenphase  |
| Paraguay 4 Startplätze      | Club Cerro Porteño (Q-2)               | Bestes nicht qualifiziertes Team aus der Gesamttabelle 2022                         | Gruppenphase  |
| Paraguay 4 Startplätze      | Club Nacional (Q-1)                    | Zweitbestes nicht qualifiziertes Team aus der Gesamttabelle 2022                    | Q-2           |
| Peru 4 Startplätze          | Alianza Lima                           | Meister 2022                                                                        | Gruppenphase  |
| Peru 4 Startplätze          | FBC Melgar                             | Vizemeister 2022                                                                    | Gruppenphase  |
| Peru 4 Startplätze          | Sporting Cristal (Q-2)                 | Bestes nicht qualifiziertes Team aus der Gesamttabelle 2022                         | Gruppenphase  |
| Peru 4 Startplätze          | Sport Huancayo (Q-1)                   | Zweitbestes nicht qualifiziertes Team aus der Gesamttabelle 2022                    | Q-1           |
| Uruguay 4 Startplätze       | Nacional Montevideo                    | Meister 2022                                                                        | Achtelfinale  |
| Uruguay 4 Startplätze       | Liverpool Montevideo                   | Vizemeister 2022                                                                    | Gruppenphase  |
| Uruguay 4 Startplätze       | Deportivo Maldonado (Q-2)              | Bestes nicht qualifiziertes Team aus der Gesamttabelle 2022                         | Q-2           |
| Uruguay 4 Startplätze       | Boston River (Q-1)                     | Zweitbestes nicht qualifiziertes Team aus der Gesamttabelle 2022                    | Q-2           |
| Venezuela 4 Startplätze     | Metropolitanos FC                      | Meister 2022                                                                        | Gruppenphase  |
| Venezuela 4 Startplätze     | Monagas SC                             | Vizemeister 2022                                                                    | Gruppenphase  |
| Venezuela 4 Startplätze     | Carabobo FC (Q-2)                      | Bestes nicht qualifiziertes Team aus der Gesamttabelle 2022                         | Q-2           |
| Venezuela 4 Startplätze     | Zamora FC (Q-1)                        | Zweitbestes nicht qualifiziertes Team aus der Gesamttabelle 2022                    | Q-1           |

## Termine
| Runde                  | Hinspiele | Rückspiele                   |
| ---------------------- | --- | ---------------------------- |
| 1. Qualifikationsrunde | 7. bis 9. Februar 2023 | 14. bis 16. Februar 2023     |
| 2. Qualifikationsrunde | 21. bis 23. Februar 2023 | 28. Februar bis 2. März 2023 |
| 3. Qualifikationsrunde | 7. bis 9. März 2023 | 14. bis 16. März 2023        |
| Gruppenphase           | 1. Spieltag: 4. bis 6. April 2023 2. Spieltag: 18. bis 20. April 2023 3. Spieltag: 2. bis 4. Mai 2023 4. Spieltag: 23. bis 25. Mai 2023 5. Spieltag: 6. bis 8. Juni 2023 6. Spieltag: 27. bis 29. Juni 2023 |                              |
| Achtelfinale           | 1. bis 3. August | 8. bis 10. August            |
| Viertelfinale          | 22. bis 24. August | 29. bis 31. August           |
| Halbfinale             | 26. bis 28. September 2023 | 3. bis 5. Oktober 2023       |
| Finale                 | 11. November 2023 |                              |

## Qualifikationsrunden
Die Qualifikationsrunde fand in drei Stufen statt. Das erstgenannte Team hatte im Hinspiel Heimrecht, das zweite im Rückspiel.

### Auslosung Qualifikation
Die Auslosungen für die Spiele in der Qualifikationsrunden fanden am 21. Dezember 2022 im CONMEBOL Convention Center in Luque, Paraguay, statt. Die Teams wurden gemäß ihrem CONMEBOL-Ranking in der Copa Libertadores gesetzt.
Ausgelost wurden die erste und zweite Qualifikationsrunde sowie die Gruppenphase. Für die dritte Runde der Qualifikation wurde keine Auslosung vorgenommen, die Paarungen wurden vorab festgelegt. Die in den Klammern angegebenen Zahlen sind das Ergebnis des CONMEBOL-Rankings.
Auslosung erste Qualifikationsrunde
Für die erste Qualifikationsrunde wurden sechs Mannschaften in drei Paarungen gezogen:
| Gesetzte Mannschaften                                 | Nicht gesetzte Mannschaften                                   |
| Club Nacional (71) CD El Nacional (73) Zamora FC (31) | Sport Huancayo (119) Nacional Potosí (181) Boston River (224) |

Auslosung zweite Qualifikationsrunde
Für die zweite Qualifikationsrunde wurden acht Paarungen ermittelt. Dabei konnten Mannschaften aus denselben Mitgliedsverbänden nicht aufeinander treffen. Eine Ausnahme bildeten die Qualifikanten aus der ersten Runde. Da diese zum Zeitpunkt der Auslosung nicht feststanden, können sie in der zweiten Runde auf Mitglieder des eigenen Verbandes treffen.
| Gesetzte Mannschaften | Nicht gesetzte Mannschaften |
| Atlético Mineiro (11) Cerro Porteño (15) Sporting Cristal (35) Independiente Medellín (54) Millonarios FC (57) Atlético Huracán (58) Club Always Ready (74) Fortaleza EC (78) | Universidad Católica (90) Carabobo FC (183) CD Magallanes (215) CDP Curicó Unido (-) Deportivo Maldonado (-) Qualifikant 1 Qualifikant 2 Qualifikant 3 |

### 1. Qualifikationsrunde
Die erste Qualifikationsrunde fand vom 7. bis 16. Februar 2023 statt.
| Datum      |                 | Gesamt |                | Hinspiel  | Rückspiel |
| ---------- | --------------- | ------ | -------------- | --------- | --------- |
| 7.2./14.2. | Sport Huancayo  | 3:4    | Club Nacional  | 2:1 (0:0) | 1:3 (1:0) |
| 8.2./15.2. | Nacional Potosí | 2:9    | CD El Nacional | 1:6 (1:5) | 1:3 (0:2) |
| 9.2./16.2. | Boston River    | 4:1    | Zamora FC      | 3:1 (1:0) | 1:0 (1:0) |

### 2. Qualifikationsrunde
Die zweite Qualifikationsrunde fand vom 21. Februar bis 2. März 2023 statt.
| Datum       |                                  | Gesamt |                        | Hinspiel  | Rückspiel |
| ----------- | -------------------------------- | ------ | ---------------------- | --------- | --------- |
| 21.2./28.2. | Club Nacional                    | 3:5    | Sporting Cristal       | 2:0 (0:0) | 1:5 (0:0) |
| 21.2./28.2. | CDP Curicó Unido                 | 0:2    | Club Cerro Porteño     | 0:1 (0:0) | 0:1 (0:0) |
| 22.2./1.3.  | Carabobo FC                      | 1:3    | Atlético Mineiro       | 0:0       | 1:3 (1:2) |
| 23.2./2.3.  | Deportivo Maldonado              | 0:4    | Fortaleza EC           | 0:0       | 0:4 (0:1) |
| 22.2./1.3.  | CD El Nacional                   | 3:4    | Independiente Medellín | 2:2 (0:1) | 1:2 (0:0) |
| 23.2./2.3.  | CD Magallanes                    | 6:1    | Club Always Ready      | 3:0 (1:0) | 3:1 (0:1) |
| 22.2./1.3.  | Boston River                     | 0:1    | Club Atlético Huracán  | 0:0       | 0:1 (0:1) |
| 23.2./2.3.  | Universidad Católica del Ecuador | 1:2    | Millonarios FC         | 0:0       | 1:2 (1:0) |

### 3. Qualifikationsrunde
Die dritte Qualifikationsrunde fand vom 7. bis 16. März 2023 statt.
| Datum      |                       | Gesamt |                        | Hinspiel  | Rückspiel |
| ---------- | --------------------- | ------ | ---------------------- | --------- | --------- |
| 8.3./15.3. | CD Magallanes         | 1:3    | Independiente Medellín | 1:1 (0:0) | 0:2 (0:2) |
| 8.3./15.3. | Millonarios FC        | 2:4    | Atlético Mineiro       | 1:1 (1:0) | 1:3 (0:0) |
| 9.3./16.3. | Club Atlético Huracán | 0:1    | Sporting Cristal       | 0:0       | 0:1 (0:0) |
| 9.3./16.3. | Fortaleza EC          | 1:3    | Club Cerro Porteño     | 0:1 (0:1) | 1:2 (0:1) |

## Gruppenphase

### Auslosung
Für die Gruppenphase wurden die 32 Teams entsprechend ihres Platzes in der Rangliste des CONMEBOL auf vier Lostöpfe verteilt. In jeden Topf kamen acht Klubs. Teams aus demselben Verband konnten nicht in dieselbe Gruppe gezogen werden, mit Ausnahme der Sieger der dritten Qualifikationsrunde, die Topf 4 zugewiesen wurden. Wie in der zweiten Qualifikationsrunde konnten diese Qualifikanten in der Gruppenphase auf Klubs ihres Verbandes treffen.
CR Flamengo wurde als Titelverteidiger in Lostopf 1 gesetzt und Independiente del Valle als Sieger der Copa Sudamericana 2022 normalerweise in Lostopf 2. Aufgrund der besseren Platzierung in der Rangliste des CONMEBOL kam Independiente aber in Topf 1.
Die zwei Gruppenbesten zogen ins Achtelfinale ein. Die Gruppendritten qualifizierten sich für das Achtelfinale der Copa Sudamericana 2023.
| Topf 1 | Topf 2 | Topf 3 | Topf 4 |
| CR Flamengo (3) River Plate (1) SE Palmeiras (2) Boca Juniors (4) Nacional Montevideo (6) Athletico Paranaense (7) Independiente (12) Club Olimpia (14) | Club Libertad (16) Atlético Nacional (17) SC Internacional (18) Barcelona SC (19) Racing Club (22) SC Corinthians (18) CSD Colo-Colo (28) Fluminense FC (32) | Club Bolívar (33) The Strongest (38) FBC Melgar (44) Alianza Lima (52) Argentinos Juniors (55) Metropolitanos FC (97) SD Aucas (112) Monagas SC (113) | Liverpool Montevideo (165) Deportivo Pereira (205) Deportivo Ñublense (230) CA Patronato (-) Q-3 1 Independiente Medellín (54) Q-3 2 Atlético Mineiro (11) Q-3 3 Sporting Cristal (35) Q-3 4 Cerro Porteño (15) |

### Gruppe A
| Pl. | Verein                   | Sp. | S | U | N | Tore    | Diff. | Punkte |
| --- | ------------------------ | --- | - | - | - | ------- | ----- | ------ |
| 1.  | Racing Club (Avellaneda) | 6   | 4 | 1 | 1 | 013:600 | +7    | 13     |
| 2.  | CR Flamengo (M)          | 6   | 3 | 2 | 1 | 011:500 | +6    | 11     |
| 3.  | Deportivo Ñublense       | 6   | 1 | 2 | 3 | 003:100 | −7    | 05     |
| 4.  | SD Aucas                 | 6   | 1 | 1 | 4 | 006:120 | −6    | 04     |

| (M) | Meister des Vorjahres |

| Spiel       | Datum     | Stadion                      | Heimmannschaft     | Ergebnis  | Gastmannschaft     |
| ----------- | --------- | ---------------------------- | ------------------ | --------- | ------------------ |
| 1. Spieltag | 5. April  | Estadio Gonzalo Pozo Ripalda | SD Aucas           | 2:1 (0:1) | CR Flamengo        |
| 1. Spieltag | 5. April  | Estadio Municipal Rebolledo  | Deportivo Ñublense | 0:2 (0:1) | Racing Club        |
| 2. Spieltag | 19. April | Maracanã                     | CR Flamengo        | 2:0 (2:0) | Deportivo Ñublense |
| 2. Spieltag | 20. April | Estadio Presidente Perón     | Racing Club        | 3:2 (2:0) | SD Aucas           |
| 3. Spieltag | 2. Mai    | Estadio Municipal Rebolledo  | Deportivo Ñublense | 2:1 (0:1) | SD Aucas           |
| 3. Spieltag | 4. Mai    | Estadio Presidente Perón     | Racing Club        | 1:1 (0:1) | CR Flamengo        |
| 4. Spieltag | 23. Mai   | Estadio Gonzalo Pozo Ripalda | SD Aucas           | 1:2 (0:1) | Racing Club        |
| 4. Spieltag | 24. Mai   | Estadio Municipal Rebolledo  | Deportivo Ñublense | 1:1 (0:1) | CR Flamengo        |
| 5. Spieltag | 7. Juni   | Estadio Gonzalo Pozo Ripalda | SD Aucas           | 0:0       | Deportivo Ñublense |
| 5. Spieltag | 8. Juni   | Maracanã                     | CR Flamengo        | 2:1 (1:0) | Racing Club        |
| 6. Spieltag | 28. Juni  | Maracanã                     | CR Flamengo        | 4:0 (3:0) | SD Aucas           |
| 6. Spieltag | 28. Juni  | Estadio Presidente Perón     | Racing Club        | 4:0 (0:0) | Deportivo Ñublense |

### Gruppe B
| Pl. | Verein                 | Sp. | S | U | N | Tore    | Diff. | Punkte |
| --- | ---------------------- | --- | - | - | - | ------- | ----- | ------ |
| 1.  | SC Internacional       | 6   | 3 | 3 | 0 | 010:600 | +4    | 12     |
| 2.  | Nacional Montevideo    | 6   | 3 | 2 | 1 | 009:700 | +2    | 11     |
| 3.  | Independiente Medellín | 6   | 3 | 1 | 2 | 010:900 | +1    | 10     |
| 4.  | Metropolitanos FC      | 6   | 0 | 0 | 6 | 004:110 | −7    | 0      |

| Spiel       | Datum     | Stadion                   | Heimmannschaft         | Ergebnis  | Gastmannschaft         |
| ----------- | --------- | ------------------------- | ---------------------- | --------- | ---------------------- |
| 1. Spieltag | 4. April  | Estadio Atanasio Girardot | Independiente Medellín | 1:1 (0:0) | SC Internacional       |
| 1. Spieltag | 4. April  | Estadio Olímpico          | Metropolitanos FC      | 1:2 (0:1) | Nacional Montevideo    |
| 2. Spieltag | 18. April | Estádio Beira-Rio         | SC Internacional       | 1:0 (0:0) | Metropolitanos FC      |
| 2. Spieltag | 19. April | Estadio Presidente Perón  | Nacional Montevideo    | 2:1 (1:0) | Independiente Medellín |
| 3. Spieltag | 3. Mai    | Estádio Beira-Rio         | SC Internacional       | 2:2 (1:1) | Nacional Montevideo    |
| 3. Spieltag | 3. Mai    | Estadio Atanasio Girardot | Independiente Medellín | 4:2 (4:1) | Metropolitanos FC      |
| 4. Spieltag | 23. Mai   | Estadio Atanasio Girardot | Independiente Medellín | 2:1 (1:1) | Nacional Montevideo    |
| 4. Spieltag | 25. Mai   | Estadio Olímpico          | Metropolitanos FC      | 1:2 (0:2) | SC Internacional       |
| 5. Spieltag | 7. Juni   | Estadio Presidente Perón  | Nacional Montevideo    | 1:1 (0:0) | SC Internacional       |
| 5. Spieltag | 8. Juni   | Estadio Olímpico          | Metropolitanos FC      | 0:1 (0:0) | Independiente Medellín |
| 6. Spieltag | 28. Juni  | Estadio Presidente Perón  | Nacional Montevideo    | 1:0 (1:0) | Metropolitanos FC      |
| 6. Spieltag | 28. Juni  | Estádio Beira-Rio         | SC Internacional       | 3:1 (3:0) | Independiente Medellín |

### Gruppe C
| Pl. | Verein                  | Sp. | S | U | N | Tore    | Diff. | Punkte |
| --- | ----------------------- | --- | - | - | - | ------- | ----- | ------ |
| 1.  | SE Palmeiras            | 6   | 5 | 0 | 1 | 016:600 | +10   | 15     |
| 2.  | Club Bolívar            | 6   | 4 | 0 | 2 | 011:700 | +4    | 12     |
| 3.  | Barcelona Sporting Club | 6   | 1 | 1 | 4 | 007:120 | −5    | 04     |
| 4.  | Club Cerro Porteño      | 6   | 1 | 1 | 4 | 005:140 | −9    | 04     |

| Spiel       | Datum     | Stadion                     | Heimmannschaft | Ergebnis  | Gastmannschaft |
| ----------- | --------- | --------------------------- | -------------- | --------- | -------------- |
| 1. Spieltag | 5. April  | Estadio General Pablo Rojas | Cerro Porteño  | 2:1 (1:0) | Barcelona SC   |
| 1. Spieltag | 5. April  | Estadio Hernando Siles      | Club Bolívar   | 3:1 (2:1) | SE Palmeiras   |
| 2. Spieltag | 19. April | Estadio Monumental          | Barcelona SC   | 2:1 (1:0) | Club Bolívar   |
| 2. Spieltag | 20. April | Allianz Parque              | SE Palmeiras   | 2:1 (0:1) | Cerro Porteño  |
| 3. Spieltag | 3. Mai    | Estadio General Pablo Rojas | Cerro Porteño  | 0:4 (0:3) | Club Bolívar   |
| 3. Spieltag | 3. Mai    | Estadio Monumental          | Barcelona SC   | 0:2 (0:1) | SE Palmeiras   |
| 4. Spieltag | 23. Mai   | Estadio Hernando Siles      | Club Bolívar   | 1:0 (0:0) | Barcelona SC   |
| 4. Spieltag | 25. Mai   | Estadio General Pablo Rojas | Cerro Porteño  | 0:3 (0:1) | SE Palmeiras   |
| 5. Spieltag | 6. Juni   | Estadio Hernando Siles      | Club Bolívar   | 2:0 (1:0) | Cerro Porteño  |
| 5. Spieltag | 7. Juni   | Allianz Parque              | SE Palmeiras   | 4:2 (0:2) | Barcelona SC   |
| 6. Spieltag | 29. Juni  | Allianz Parque              | SE Palmeiras   | 4:0 (2:0) | Club Bolívar   |
| 6. Spieltag | 29. Juni  | Estadio Monumental          | Barcelona SC   | 2:2 (0:2) | Cerro Porteño  |

### Gruppe D
| Pl. | Verein             | Sp. | S | U | N | Tore    | Diff. | Punkte |
| --- | ------------------ | --- | - | - | - | ------- | ----- | ------ |
| 1.  | Fluminense FC      | 6   | 3 | 1 | 2 | 010:600 | +4    | 10     |
| 2.  | River Plate        | 6   | 3 | 1 | 2 | 011:110 | ±0    | 10     |
| 3.  | Sporting Cristal   | 6   | 2 | 2 | 2 | 008:100 | −2    | 08     |
| 4.  | Club The Strongest | 6   | 2 | 0 | 4 | 005:700 | −2    | 06     |

| Spiel       | Datum     | Stadion                | Heimmannschaft   | Ergebnis  | Gastmannschaft         |
| ----------- | --------- | ---------------------- | ---------------- | --------- | ---------------------- |
| 1. Spieltag | 4. April  | Estadio Hernando Siles | The Strongest    | 3:1 (2:0) | River Plate            |
| 1. Spieltag | 5. April  | Estadio Nacional       | Sporting Cristal | 1:3 (1:1) | Fluminense FC          |
| 2. Spieltag | 18. April | Maracanã               | Fluminense FC    | 1:0 (1:0) | The Strongest          |
| 2. Spieltag | 19. April | Estadio Monumental     | River Plate      | 4:2 (2:2) | Sporting Cristal       |
| 3. Spieltag | 2. Mai    | Maracanã               | Fluminense FC    | 5:1 (1:1) | River Plate Montevideo |
| 3. Spieltag | 2. Mai    | Estadio Nacional       | Sporting Cristal | 1:0 (0:0) | The Strongest          |
| 4. Spieltag | 25. Mai   | Estadio Hernando Siles | The Strongest    | 1:0 (1:0) | Fluminense FC          |
| 4. Spieltag | 25. Mai   | Estadio Nacional       | Sporting Cristal | 1:1 (0:0) | River Plate            |
| 5. Spieltag | 7. Juni   | Estadio Monumental     | River Plate      | 2:0 (0:0) | Fluminense FC          |
| 5. Spieltag | 7. Juni   | Estadio Hernando Siles | The Strongest    | 1:2 (1:1) | Sporting Cristal       |
| 6. Spieltag | 27. Juni  | Estadio Monumental     | River Plate      | 2:0 (1:0) | The Strongest          |
| 6. Spieltag | 27. Juni  | Maracanã               | Fluminense FC    | 1:1 (1:1) | Sporting Cristal       |

### Gruppe E
| Pl. | Verein                  | Sp. | S | U | N | Tore    | Diff. | Punkte |
| --- | ----------------------- | --- | - | - | - | ------- | ----- | ------ |
| 1.  | Independiente del Valle | 6   | 4 | 0 | 2 | 010:500 | +5    | 12     |
| 2.  | Argentinos Juniors      | 6   | 3 | 2 | 1 | 008:600 | +2    | 11     |
| 3.  | SC Corinthians          | 6   | 2 | 1 | 3 | 007:600 | +1    | 07     |
| 4.  | Liverpool Montevideo    | 6   | 1 | 1 | 4 | 004:120 | −8    | 04     |

| Spiel       | Datum     | Stadion            | Heimmannschaft       | Ergebnis  | Gastmannschaft       |
| ----------- | --------- | ------------------ | -------------------- | --------- | -------------------- |
| 1. Spieltag | 4. April  | Estadio Maradona   | Argentinos Juniors   | 1:0 (0:0) | Independiente        |
| 1. Spieltag | 6. April  | Estadio Centenario | Liverpool Montevideo | 0:3 (0:1) | SC Corinthians       |
| 2. Spieltag | 18. April | Estadio Guayaquil  | Independiente        | 2:0 (1:0) | Liverpool Montevideo |
| 2. Spieltag | 19. April | Arena Corinthians  | SC Corinthians       | 0:1 (0:1) | Argentinos Juniors   |
| 3. Spieltag | 2. Mai    | Estadio Centenario | Liverpool Montevideo | 2:2 (0:1) | Argentinos Juniors   |
| 3. Spieltag | 2. Mai    | Arena Corinthians  | SC Corinthians       | 1:2 (1:1) | Independiente        |
| 4. Spieltag | 24. Mai   | Estadio Centenario | Liverpool Montevideo | 1:0 (0:0) | Independiente        |
| 4. Spieltag | 24. Mai   | Estadio Maradona   | Argentinos Juniors   | 0:0       | SC Corinthians       |
| 5. Spieltag | 7. Juni   | Estadio Maradona   | Argentinos Juniors   | 2:1 (0:0) | Liverpool Montevideo |
| 5. Spieltag | 8. Juni   | Estadio Guayaquil  | Independiente        | 3:0 (2:0) | SC Corinthians       |
| 6. Spieltag | 28. Juni  | Estadio Guayaquil  | Independiente        | 3:2 (1:1) | Argentinos Juniors   |
| 6. Spieltag | 28. Juni  | Arena Corinthians  | SC Corinthians       | 3:0 (1:0) | Liverpool Montevideo |

### Gruppe F
| Pl. | Verein            | Sp. | S | U | N | Tore    | Diff. | Punkte |
| --- | ----------------- | --- | - | - | - | ------- | ----- | ------ |
| 1.  | Boca Juniors      | 6   | 4 | 1 | 1 | 009:200 | +7    | 13     |
| 2.  | Deportivo Pereira | 6   | 2 | 2 | 2 | 005:500 | ±0    | 08     |
| 3.  | CSD Colo-Colo     | 6   | 1 | 3 | 2 | 003:500 | −2    | 06     |
| 4.  | Monagas SC        | 6   | 1 | 2 | 3 | 003:800 | −5    | 05     |

| Spiel       | Datum     | Stadion            | Heimmannschaft    | Ergebnis  | Gastmannschaft    |
| ----------- | --------- | ------------------ | ----------------- | --------- | ----------------- |
| 1. Spieltag | 5. April  | Estadio Villegas   | Deportivo Pereira | 1:1 (0:1) | Colo-Colo         |
| 1. Spieltag | 6. April  | Estadio Monumental | Monagas SC        | 0:0       | Boca Juniors      |
| 2. Spieltag | 18. April | La Bombonera       | Boca Juniors      | 2:1 (0:0) | Deportivo Pereira |
| 2. Spieltag | 19. April | Estadio Monumental | Colo-Colo         | 1:0 (1:0) | Monagas SC        |
| 3. Spieltag | 3. Mai    | Estadio Monumental | Colo-Colo         | 0:2 (0:1) | Boca Juniors      |
| 3. Spieltag | 4. Mai    | Estadio Villegas   | Deportivo Pereira | 2:1 (2:0) | Monagas SC        |
| 4. Spieltag | 23. Mai   | Estadio Monumental | Monagas SC        | 1:1 (0:0) | Colo-Colo         |
| 4. Spieltag | 24. Mai   | Estadio Villegas   | Deportivo Pereira | 1:0 (0:0) | Boca Juniors      |
| 5. Spieltag | 6. Juni   | Estadio Monumental | Monagas SC        | 1:0 (1:0) | Deportivo Pereira |
| 5. Spieltag | 6. Juni   | La Bombonera       | Boca Juniors      | 1:0 (0:0) | Colo-Colo         |
| 6. Spieltag | 29. Juni  | Estadio Guayaquil  | Boca Juniors      | 4:0 (1:0) | Monagas SC        |
| 6. Spieltag | 29. Juni  | Estadio Monumental | Colo-Colo         | 0:0       | Deportivo Pereira |

### Gruppe G
| Pl. | Verein               | Sp. | S | U | N | Tore    | Diff. | Punkte |
| --- | -------------------- | --- | - | - | - | ------- | ----- | ------ |
| 1.  | Athletico Paranaense | 6   | 4 | 1 | 1 | 009:400 | +5    | 13     |
| 2.  | Atlético Mineiro     | 6   | 3 | 1 | 2 | 007:500 | +2    | 10     |
| 3.  | Club Libertad        | 6   | 2 | 1 | 3 | 006:700 | −1    | 07     |
| 4.  | Alianza Lima         | 6   | 1 | 1 | 4 | 003:900 | −6    | 04     |

| Spiel       | Datum     | Stadion              | Heimmannschaft       | Ergebnis  | Gastmannschaft       |
| ----------- | --------- | -------------------- | -------------------- | --------- | -------------------- |
| 1. Spieltag | 4. April  | Estadio Villanueva   | Alianza Lima         | 0:0       | Athletico Paranaense |
| 1. Spieltag | 6. April  | Mineirão             | Atlético Mineiro     | 0:1 (0:1) | Club Libertad        |
| 2. Spieltag | 18. April | Arena da Baixada     | Athletico Paranaense | 2:1 (2:0) | Atlético Mineiro     |
| 2. Spieltag | 20. April | Defensores del Chaco | Club Libertad        | 1:2 (0:0) | Alianza Lima         |
| 3. Spieltag | 3. Mai    | Mineirão             | Atlético Mineiro     | 2:0 (0:0) | Alianza Lima         |
| 3. Spieltag | 4. Mai    | Defensores del Chaco | Club Libertad        | 1:2 (1:0) | Athletico Paranaense |
| 4. Spieltag | 23. Mai   | Mineirão             | Atlético Mineiro     | 2:1 (0:0) | Athletico Paranaense |
| 4. Spieltag | 23. Mai   | Estadio Villanueva   | Alianza Lima         | 1:2 (0:1) | Club Libertad        |
| 5. Spieltag | 6. Juni   | Arena da Baixada     | Athletico Paranaense | 1:0 (0:0) | Club Libertad        |
| 5. Spieltag | 6. Juni   | Estadio Villanueva   | Alianza Lima         | 0:1 (0:0) | Atlético Mineiro     |
| 6. Spieltag | 27. Juni  | Arena da Baixada     | Athletico Paranaense | 3:0 (1:0) | Alianza Lima         |
| 6. Spieltag | 27. Juni  | Defensores del Chaco | Club Libertad        | 1:1 (0:0) | Atlético Mineiro     |

### Gruppe H
| Pl. | Verein            | Sp. | S | U | N | Tore    | Diff. | Punkte |
| --- | ----------------- | --- | - | - | - | ------- | ----- | ------ |
| 1.  | Club Olimpia      | 6   | 4 | 2 | 0 | 013:400 | +9    | 14     |
| 2.  | Atlético Nacional | 6   | 3 | 1 | 2 | 008:800 | ±0    | 10     |
| 3.  | CA Patronato      | 6   | 2 | 0 | 4 | 006:110 | −5    | 06     |
| 4.  | FBC Melgar        | 6   | 1 | 1 | 4 | 009:140 | −5    | 04     |

| Spiel       | Datum     | Stadion                 | Heimmannschaft    | Ergebnis  | Gastmannschaft    |
| ----------- | --------- | ----------------------- | ----------------- | --------- | ----------------- |
| 1. Spieltag | 5. April  | Los Elefantes           | CA Patronato      | 1:2 (1:0) | Atlético Nacional |
| 1. Spieltag | 6. April  | Monumental UNSA         | FBC Melgar        | 1:1 (1:1) | Club Olimpia      |
| 2. Spieltag | 18. April | Estadio Manuel Ferreira | Club Olimpia      | 1:0 (1:0) | CA Patronato      |
| 2. Spieltag | 20. April | El Atanasio             | Atlético Nacional | 3:1 (2:0) | FBC Melgar        |
| 3. Spieltag | 2. Mai    | El Atanasio             | Atlético Nacional | 2:2 (1:0) | Club Olimpia      |
| 3. Spieltag | 4. Mai    | Los Elefantes           | CA Patronato      | 4:1 (1:0) | FBC Melgar        |
| 4. Spieltag | 24. Mai   | Monumental UNSA         | FBC Melgar        | 0:1 (0:0) | Atlético Nacional |
| 4. Spieltag | 25. Mai   | Los Elefantes           | CA Patronato      | 0:2 (0:1) | Club Olimpia      |
| 5. Spieltag | 6. Juni   | Monumental UNSA         | FBC Melgar        | 5:0 (4:0) | CA Patronato      |
| 5. Spieltag | 8. Juni   | Estadio Manuel Ferreira | Club Olimpia      | 3:0 (1:0) | Atlético Nacional |
| 6. Spieltag | 27. Juni  | Estadio Manuel Ferreira | Club Olimpia      | 4:1 (4:0) | FBC Melgar        |
| 6. Spieltag | 27. Juni  | El Atanasio             | Atlético Nacional | 0:1 (0:0) | CA Patronato      |

## Finalrunde
Für das Achtelfinale qualifizierten sich jeweils der Erste und Zweite jeder Gruppe. Zur Ermittlung der weiteren Paarungen ab dem Achtelfinale wurden zwei Lostöpfe gebildet. Die Gruppensieger kamen in einen Topf, alle Gruppenzweiten in einen weiteren.
Die nachstehende Übersicht gibt die Tabelle der Erst- und Zweitplatzierten der Gruppenphase an. Bei Gleichheit in der Punkt- und Tordifferenz kam als nächstes Kriterium die Anzahl der erzielten Tore zum Tragen.
| Topf A Gruppenerste       | Punkte | Tore | Topf B Gruppenzweite | Punkte | Tore |
| ------------------------- | ------ | ---- | -------------------- | ------ | ---- |
| SE Palmeiras              | 15     | +10  | Club Bolívar         | 12     | +4   |
| Club Olimpia              | 14     | +9   | CR Flamengo          | 11     | +6   |
| Racing Club de Avellaneda | 13     | +7   | Nacional Montevideo  | 11     | +2   |
| Boca Juniors              | 13     | +7   | Argentinos Juniors   | 11     | +2   |
| Athletico Paranaense      | 13     | +5   | Atlético Mineiro     | 10     | +2   |
| Independiente del Valle   | 12     | +5   | River Plate          | 10     | ±0   |
| SC Internacional          | 12     | +4   | Atlético Nacional    | 10     | ±0   |
| Fluminense FC             | 10     | +4   | Deportivo Pereira    | 8      | ±0   |

### Turnierplan
|  | Achtelfinale         | Achtelfinale      | Achtelfinale |                  |       | Viertelfinale | Viertelfinale | Viertelfinale |  |  | Halbfinale | Halbfinale | Halbfinale |  |  | Finale | Finale |  |
|  |                      |                   |              |                  |       |               |               |               |  |  |            |            |            |  |  |        |        |  |
|  | Atlético Nacional    | 4                 | 0            |                  |       |               |               |               |  |  |            |            |            |  |  |        |        |  |
|  | Racing Club          | 2                 | 3            |                  |       |               |               |               |  |  |            |            |            |  |  |        |        |  |
|  | Racing Club          | 2                 | 3            | Racing Club      | 0     | 0 (1)         |               |               |  |  |            |            |            |  |  |        |        |  |
|  |                      |                   |              | Racing Club      | 0     | 0 (1)         |               |               |  |  |            |            |            |  |  |        |        |  |
|  |                      | Boca Juniors      | 0            | 0 (4)            |       |               |               |               |  |  |            |            |            |  |  |        |        |  |
|  | Nacional Montevideo  | Boca Juniors      | 0            | 0 (4)            | 0     | 2 (2)         |               |               |  |  |            |            |            |  |  |        |        |  |
|  | Nacional Montevideo  |                   |              |                  | 0     | 2 (2)         |               |               |  |  |            |            |            |  |  |        |        |  |
|  | Boca Juniors         | 0                 | 2 (4)        |                  |       |               |               |               |  |  |            |            |            |  |  |        |        |  |
|  | Boca Juniors         | 0                 | 2 (4)        | Boca Juniors     | 0     | 1 (4)         |               |               |  |  |            |            |            |  |  |        |        |  |
|  |                      |                   |              |                  |       |               |               |               |  |  |            |            |            |  |  |        |        |  |
|  |                      | SE Palmeiras      | 0            | 1 (2)            |       |               |               |               |  |  |            |            |            |  |  |        |        |  |
|  | SE Palmeiras         | SE Palmeiras      | 0            | 1 (2)            | 1     | 0             |               |               |  |  |            |            |            |  |  |        |        |  |
|  | SE Palmeiras         |                   |              |                  | 1     | 0             |               |               |  |  |            |            |            |  |  |        |        |  |
|  | Atlético Mineiro     | 0                 | 0            |                  |       |               |               |               |  |  |            |            |            |  |  |        |        |  |
|  | Atlético Mineiro     | 0                 | 0            | SE Palmeiras     | 4     | 0             |               |               |  |  |            |            |            |  |  |        |        |  |
|  |                      |                   |              | SE Palmeiras     | 4     | 0             |               |               |  |  |            |            |            |  |  |        |        |  |
|  |                      | Deportivo Pereira | 0            | 0                |       |               |               |               |  |  |            |            |            |  |  |        |        |  |
|  | Deportivo Pereira    | Deportivo Pereira | 0            | 0                | 1     | 1             |               |               |  |  |            |            |            |  |  |        |        |  |
|  | Deportivo Pereira    |                   |              |                  | 1     | 1             |               |               |  |  |            |            |            |  |  |        |        |  |
|  | Independiente        | 0                 | 1            |                  |       |               |               |               |  |  |            |            |            |  |  |        |        |  |
|  | Independiente        | 0                 | 1            | Boca Juniors     | 1     |               |               |               |  |  |            |            |            |  |  |        |        |  |
|  |                      |                   |              |                  |       |               |               |               |  |  |            |            |            |  |  |        |        |  |
|  |                      | Fluminense FC     | 2            |                  |       |               |               |               |  |  |            |            |            |  |  |        |        |  |
|  | Club Bolívar         | Fluminense FC     | 2            | 3                | 0 (5) |               |               |               |  |  |            |            |            |  |  |        |        |  |
|  | Club Bolívar         |                   |              |                  | 0 (5) |               |               |               |  |  |            |            |            |  |  |        |        |  |
|  | Athletico Paranaense | 1                 | 2 (4)        |                  |       |               |               |               |  |  |            |            |            |  |  |        |        |  |
|  | Athletico Paranaense | 1                 | 2 (4)        | Club Bolívar     | 0     | 0             |               |               |  |  |            |            |            |  |  |        |        |  |
|  |                      |                   |              | Club Bolívar     | 0     | 0             |               |               |  |  |            |            |            |  |  |        |        |  |
|  |                      | SC Internacional  | 1            | 2                |       |               |               |               |  |  |            |            |            |  |  |        |        |  |
|  | River Plate          | SC Internacional  | 1            | 2                | 2     | 1 (8)         |               |               |  |  |            |            |            |  |  |        |        |  |
|  | River Plate          |                   |              |                  | 2     | 1 (8)         |               |               |  |  |            |            |            |  |  |        |        |  |
|  | SC Internacional     | 1                 | 2 (9)        |                  |       |               |               |               |  |  |            |            |            |  |  |        |        |  |
|  | SC Internacional     | 1                 | 2 (9)        | SC Internacional | 2     | 1             |               |               |  |  |            |            |            |  |  |        |        |  |
|  |                      |                   |              |                  |       |               |               |               |  |  |            |            |            |  |  |        |        |  |
|  |                      | Fluminense FC     | 2            | 2                |       |               |               |               |  |  |            |            |            |  |  |        |        |  |
|  | CR Flamengo          | Fluminense FC     | 2            | 2                | 1     | 1             |               |               |  |  |            |            |            |  |  |        |        |  |
|  | CR Flamengo          |                   |              |                  | 1     | 1             |               |               |  |  |            |            |            |  |  |        |        |  |
|  | Club Olimpia         | 0                 | 3            |                  |       |               |               |               |  |  |            |            |            |  |  |        |        |  |
|  | Club Olimpia         | 0                 | 3            | Club Olimpia     | 0     | 1             |               |               |  |  |            |            |            |  |  |        |        |  |
|  |                      |                   |              | Club Olimpia     | 0     | 1             |               |               |  |  |            |            |            |  |  |        |        |  |
|  |                      | Fluminense FC     | 2            | 3                |       |               |               |               |  |  |            |            |            |  |  |        |        |  |
|  | Argentinos Juniors   | Fluminense FC     | 2            | 3                | 1     | 0             |               |               |  |  |            |            |            |  |  |        |        |  |
|  | Argentinos Juniors   |                   |              |                  | 1     | 0             |               |               |  |  |            |            |            |  |  |        |        |  |
|  | Fluminense FC        | 1                 | 2            |                  |       |               |               |               |  |  |            |            |            |  |  |        |        |  |

### Achtelfinale
| Datum      |                     | Gesamt          |                           | Hinspiel  | Rückspiel |
| ---------- | ------------------- | --------------- | ------------------------- | --------- | --------- |
| 3.8./10.8. | Atlético Nacional   | 4:5             | Racing Club de Avellaneda | 4:2 (1:0) | 0:3 (0:1) |
| 1.8./8.8.  | Club Bolívar        | 3:3 (5:4 i. E.) | Athletico Paranaense      | 3:1 (2:1) | 0:2 (0:1) |
| 3.8./10.8. | CR Flamengo         | 2:3             | Club Olimpia              | 1:0 (0:0) | 1:3 (1:1) |
| 2.8./9.8.  | Atlético Mineiro    | 0:1             | SE Palmeiras              | 0:1 (0:1) | 0:0       |
| 2.8./9.8.  | Deportivo Pereira   | 2:1             | Independiente del Valle   | 1:0 (0:0) | 1:1 (0:1) |
| 1.8./8.8.  | Argentinos Juniors  | 1:3             | Fluminense FC             | 1:1 (1:0) | 0:2 (0:0) |
| 1.8./8.8.  | River Plate         | 3:3 (8:9 i. E.) | SC Internacional          | 2:1 (0:1) | 1:2 (0:0) |
| 2.8./9.8.  | Nacional Montevideo | 2:2 (2:4 i. E.) | Boca Juniors              | 0:0       | 2:2 (1:1) |

### Viertelfinale
| Datum       |                   | Gesamt          |                           | Hinspiel  | Rückspiel |
| ----------- | ----------------- | --------------- | ------------------------- | --------- | --------- |
| 22.8./29.8. | Club Bolívar      | 0:3             | SC Internacional          | 0:1 (0:1) | 0:2 (0:1) |
| 23.8./30.8. | Deportivo Pereira | 0:4             | SE Palmeiras              | 0:4 (0:3) | 0:0       |
| 23.8./30.8. | Boca Juniors      | 0:0 (4:1 i. E.) | Racing Club de Avellaneda | 0:0       | 0:0       |
| 24.8./31.8. | Fluminense FC     | 5:2             | Club Olimpia              | 2:0 (1:0) | 3:1 (1:1) |

Schiedsrichter:  Wilton Sampaio,  Andrés Matonte (2 Spiele),  Darío Herrera,  Esteban Ostojich,  Jesús Valenzuela,  Facundo Tello,  Cristian Garay

### Halbfinale
| Datum       |               | Gesamt          |                  | Hinspiel  | Rückspiel |
| ----------- | ------------- | --------------- | ---------------- | --------- | --------- |
| 27.9./4.10. | Fluminense FC | 4:3             | SC Internacional | 2:2 (1:1) | 2:1 (0:1) |
| 28.9./5.10. | Boca Juniors  | 1:1 (4:2 i. E.) | SE Palmeiras     | 0:0       | 1:1 (0:1) |

Schiedsrichter:  Wilmar Roldán,  Andrés Matonte,  Darío Herrera,  Jesús Valenzuela

### Finale
Im Vorwege des Finalspiels kam es in Rio de Janeiro zu gewalttätigen Auseinandersetzungen zwischen Brasilianern und Argentiniern.
| Boca Juniors                                             | Boca Juniors | Fluminense FC | Fluminense FC | Aufstellung                                  |
| -------------------------------------------------------- | --- | --- | ------------- | -------------------------------------------- |
| Boca Juniors                                             | \| 4. November 2023 in Rio de Janeiro, Brasilien (Maracanã) \| \| Ergebnis: 1:2 n. V. (1:1, 0:1) \| \| Zuschauer: 69.232 \| \| Schiedsrichter: Wilmar Roldán ( Kolumbien) \| \| Spielbericht \| | \| 4. November 2023 in Rio de Janeiro, Brasilien (Maracanã) \| \| Ergebnis: 1:2 n. V. (1:1, 0:1) \| \| Zuschauer: 69.232 \| \| Schiedsrichter: Wilmar Roldán ( Kolumbien) \| \| Spielbericht \| | Fluminense FC | Aufstellung Boca Juniors gegen Fluminense FC |
| Boca Juniors                                             | 1 Sergio Romero – 17 Luis Advíncula, 4 Nicolás Figal 113., 15 Nicolás Valentini, 18 Frank Fabra – 36 Cristian Medina 106., 8 Guillermo Fernández, 21 Ezequiel Fernández 106., 19 Valentín Barco 78. – 16 Miguel Merentiel 91., 10 Edinson Cavani 78. Reserve 13 Javier Hernán García, 2 Facundo Roncaglia, 3 Marcelo Saracchi 106., 25 Bruno Valdez 113., 57 Marcelo Weigandt, 20 Juan Edgardo Ramírez, 23 Diego González, 39 Vicente Taborda 106., 49 Jorman Campuzano, 9 Darío Benedetto 78., 11 Lucas Janson 91., 41 Luca Langoni 78. Cheftrainer: Jorge Almirón ( Argentinien) | 1 Fábio – 2 Samuel Xavier 85., 33 Nino , 30 Felipe Melo 52., 12 Marcelo 80. – 8 Matheus Martinelli 80., 7 André Trindade, 10 Ganso 80. – 21 Jhon Arias, 14 Germán Cano, 11 Keno 103. Reserve 22 Pedro Rangel, 4 Marlon Santos 52., 23 Guga 85., 40 Diogo 80., 44 David Braz 103., 5 Alexsander, 19 Leonardo Fernández, 20 Brasilien, 29 Thiago Santos, 45 Lima 80., 9 John Kennedy 80., 38 Yony González Cheftrainer: Fernando Diniz ( Brasilien) | Fluminense FC | Aufstellung Boca Juniors gegen Fluminense FC |
| Boca Juniors                                             | 1:1 Advíncula (72.) | 0:1 Cano (36.) 1:2 Kennedy (99.) | Fluminense FC | Aufstellung Boca Juniors gegen Fluminense FC |
| Boca Juniors                                             | Cavani (64´), Figal (68'), Langoni (94´), Saracchi (120´) | Keno (67´), Kennedy (89´), Nino (105+7´), Cano (120´) | Fluminense FC | Aufstellung Boca Juniors gegen Fluminense FC |
| Boca Juniors                                             | Kennedy (101´) | | Fluminense FC | Aufstellung Boca Juniors gegen Fluminense FC |
| Boca Juniors                                             | Fabra (105+7´) | | Fluminense FC | Aufstellung Boca Juniors gegen Fluminense FC |
| 4. November 2023 in Rio de Janeiro, Brasilien (Maracanã) | | |               |                                              |
| Ergebnis: 1:2 n. V. (1:1, 0:1)                           | | |               |                                              |
| Zuschauer: 69.232                                        | | |               |                                              |
| Schiedsrichter: Wilmar Roldán ( Kolumbien)               | | |               |                                              |
| Spielbericht                                             | | |               |                                              |

## Beste Torschützen
Stand: Nach Beendigung des Turniers
| Rang | Spieler           | Klub                   | Tore |
| ---- | ----------------- | ---------------------- | ---- |
| 1    | Germán Cano       | Fluminense FC          | 13   |
| 2    | Paulinho          | Atlético Mineiro       | 7    |
| 3    | Dorlan Pabón      | Atlético Nacional      | 6    |
| 4    | Artur             | SE Palmeiras           | 5    |
|      | Alan Patrick      | SC Internacional       | 5    |
|      | Luciano Pons      | Independiente Medellín | 5    |
| 7    | Lucas Beltrán     | River Plate            | 4    |
|      | Rubén Bentancourt | Liverpool Montevideo   | 4    |
|      | Guillermo Paiva   | Club Olimpia           | 4    |
|      | Vitor Roque       | Athletico Paranaense   | 4    |
|      | Enrique Triverio  | Club The Strongest     | 4    |
|      | Ronnie Fernández  | Club Bolívar           | 4    |
|      | Enner Valencia    | SC Internacional       | 4    |
|      | John Kennedy      | Fluminense FC          | 4    |